# میدنایت سانز
میدنایت سانز مارول (انگلیسی: Marvel's Midnight Suns) عنوان یک بازی ویدیویی در سبک نقش‌آفرینی تاکتیکی ساخته شده توسط فیراکسیس گیمز می‌باشد که بر اساس چندین کتاب مارول کامیکس از جمله انتقام جویان و مردان ایکس ساخته شده‌است. بازیکنان در این بازی قادر خواهند بود ابرقهرمان خود را با نام "شکارچی" را بسازند و بیش از چهل قدرت مختلف را می‌توانند برای وی انتخاب کنند. این بازی اولین بار در گیمزکام ۲۰۲۱ معرفی شد. این بازی در تاریخ ۲ دسامبر ۲۰۲۲ برای مایکروسافت ویندوز، پلی‌استیشن ۵، و ایکس‌باکس سری اکس/اس منتشر شد، نسخهٔ کنسول‌های نینتندو سوئیچ، پلی‌استیشن ۴، و ایکس‌باکس وان در تاریخی نامشخص عرضه خواهند شد.